# Iglesia de Santa María Magdalena (Zaragoza)

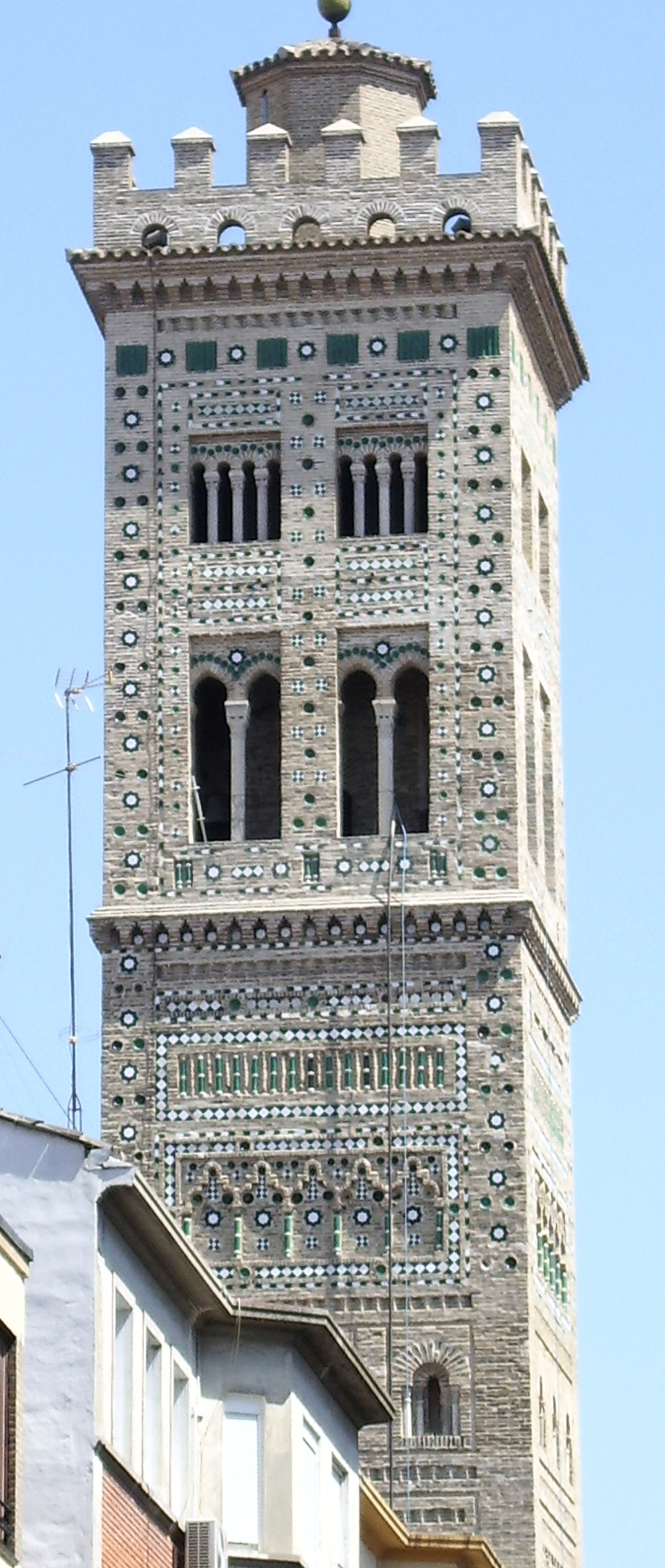
Torre.

La iglesia de Santa María Magdalena de la ciudad de Zaragoza (Aragón, España) es un templo parroquial católico de estilo mudéjar que data del siglo XIV.

## Historia
Iglesia mudéjar del siglo XIV, aparece ya mencionada como iglesia románica en el 1126. Reformado su interior en los siglos XVII y XVIII en estilo barroco, ha mantenido original la estructura y la torre cuadrada, realizada en ladrillo, con grandes analogías con las torres mudéjares de Teruel.

## Descripción
Su fábrica, típica de las iglesias del mudéjar aragonés, es de una nave única de crucería sencilla (luego oculta tras la reforma barroca) con cabecera en ábside poligonal de siete lados y sin contrafuertes al exterior, puesto que entre ellos se situaban pequeñas capillas laterales. Sobre ellas discurre un ándito de tribunas, usual en las iglesias-fortaleza de la región. En los lienzos de la zona inferior del ábside aparecen paños de arcos mixtilíneos entrecruzados, posiblemente relacionados con la Aljafería, sobre ellos un conjunto de ventanas ojivales y más arriba, características lacerías de cruces resaltadas en ladrillo que forman dibujos de rombos.
La torre semeja los alminares almohades, con dos cuerpos cuadrados concéntricos entre los que sube una escalera con cubrición de bóveda de aproximación o falsa bóveda, imitando las soluciones constructivas de la torre de San Martín de Teruel. La torre interior alberga varios pisos de habitación cubiertos con bóveda de arista. Al exterior presenta tres cuerpos separados por impostas con decoración de cerámica vidriada blanca y verde, arcos mixtilíneos, ventanas en arcos túmidos y de herradura.